# 疏花早熟禾
疏花早熟禾（学名：Poa chalarantha），为禾本科早熟禾属下的一个植物种。